# Takijiro Onishi
Takijirō Ōnishi (japanska: 大西 瀧治郎?, Ōnishi Takijirō), född 2 juni 1891, död 16 augusti 1945, var amiral i Japan under andra världskriget. Han var den man som mest av alla var ansvarig för införandet av kamikazestrategin i Japan under det andra världskriget.